# خلية دم

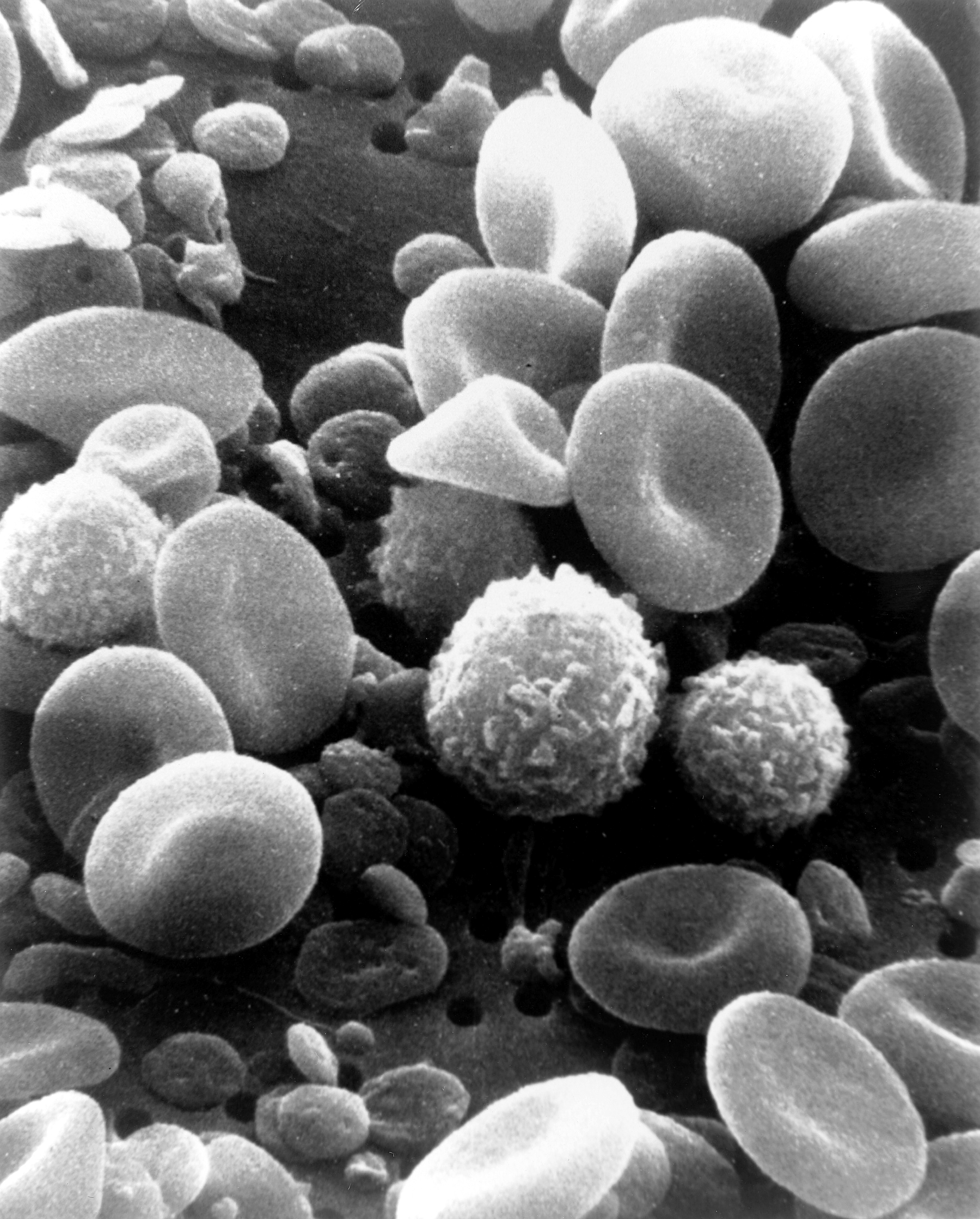
خلايا دم للانسان حمراء وبيضاء تحت الميكروسكوب

خلية الدم  أو كرية الدم هي أي خلية تتكون خلال عملية تكون الدم وتوجد بشكل رئيسي في الدم. تم تقسيمها إلى:
- خلية الدم الحمراء
- خلية الدم البيضاء
- صفيحة دموية

تشكل هذه الأنواع الثلاثة معاً 45% من حجم أنسجة الدم (55 % تشكلها بلازما الدم، وهو الجزء السائل من الدم).
النسبة الحجمية لخلايا الدم الحمراء إلى الحجم الكلي في الدم (حجم الكريات الحمر المكدسة) هي 45% في الذكور و40% في الإناث، ويتم قياسها بجهاز الطرد المركزي أو قياس التدفق الخلوي.
هيموغلوبين وهو المكون الرئيسي لخلايا الدم الحمراء، وهو بروتين يحتوي الحديد، ويقوم بتسهيل نقل الاكسجين من الرئتين إلى الأنسجة، وثاني أكسيد الكربون من الأنسجة إلى الرئتين.
الدورة الدموية الصغرى (الدورة الرئوية): هي تدفق الدم من القلب إلى الرئتين، ومن ثم يعود إلى القلب.

## خلايا الدم الحمراء
تحمل كريات الدم الحمراء الأكسجين وتجمع ثاني أكسيد الكربون بواسطة خضاب الدم (هيموغلوبين)، وعمرها تقريبًا 120 يوم. في عملية تشكلها تمر من خلال مرحلة الخلايا الجذعية وحادة التوسع (هي خلايا جذعية لديها القدرة على التمايز إلى نوع خلية واحدة فقط). تعمل إلى جانب خلايا الدم البيضاء في حماية الخلايا السليمة.
تتكون خلايا الدم الحمراء في نخاع العظم الحمراء في البالغين. وبعد إنهاء فترة حياتها سيدمرها الطحال.

## خلايا الدم البيضاء
خلايا الدم البيضاء هي خلايا الجهاز المناعي، والتي تساهم في الدفاع عن الجسم ضد الأمراض المعدية والأجسام الغريبة. يوجد خمسة أنواع مختلفة، وجميعها تُنتَج في نخاع العظام من خلية ذات قدرات متعددة تدعى باسم الخلايا الجذعيّة المكوِّنة للدم. تبقى في جسم الإنسان لمدة 3-4 أيام. وتوجد في جميع أنحاء الجسم بما في ذلك الدم والجهاز اللمفيّ.
تُصنّف خلايا الدم البيضاء إلى خلايا محببة وغير محببة.
الخلية المتعادلة هي أحد أنواع الخلايا المحببة، وهي الأكثر عددًا بين أنواع خلايا الدم البيضاء.

## الصفائح الدموية
هي خلايا دم صفراء، وصغيرة جدًّا (قطرها 2-3 ميكرومتر)، وهي فتات خلية غير منتظمة الشكل (بمعنى آخر: لا تمتلك هذه الخلايا نواة تحتوي الحمض الريبيّ النووي المنزوع الاكسجن (DNA))، مشتقة من فتات طليعة الخلايا ذات النواة الكبيرة. متوسط عمر الصفائح الدموية هو 5-9 أيام، وهي مصدر طبيعيّ لعوامل النمو. تجري في دم الثدييات، ومهمة في عملية وقف النزف الدمويّ، تقوم بتشكيل تخثر الدم عن طريق إنتاج ألياف شبيهة بالخيط.
إذا انخفض عدد الصفائح الدموية، سيحدث النزيف. ولكن، إذا زاد عدد الصفائح الدموية، ستشكل جلطاتُ الدم الخُثارَ (thrombosis) والتي بدورها قد تسدّ الأوعية الدمويّة والتي تؤدي فيما بعد إلى حدوث سكتة دماغية أو احتشاء عضلة القلب (ذبحة قلبيّة) أو انصمام رئويّ أو انسداد الأوعية الدمويّة عن أجزاء أخرى من الجسم، مثل أطراف اليدين أو القدمين. اعتلال الصفيحات (thrombocytopathy) هو أي اضطراب أو مرض يصيب الصفائح الدموية، إما نقصان أو زيادة في عددها أو انخفاض في وظيفتها. الأمراض التي تسبب نقصان عدد الصفائح الدموية هي: مرض قلة الصفيحات المحفز للهيبارين والفُرفُريَّة القليلة الصُّفيحات الخُثاريَّة، التي تسبب التجلط بدلا من النزيف.